# Walter Lippmann
Walter Lippmann (New York, 23 settembre 1889 – New York, 14 dicembre 1974) è stato un giornalista e politologo statunitense.
Noto per la sua pionieristica analisi sul condizionamento operato dai nascenti mass media sui pregiudizi mentali.

## Carriera giornalistica
I quattordici punti erano la base per i colloqui di pace da parte degli Usa e illustrati l'8 gennaio 1918 davanti al Congresso e la Senato riuniti in sessione congiunta. Riprendevano molti dei suggerimenti di una commissione (The Inquiry) creata dal presidente Wilson e presieduta dal giovane giornalista progressista Lippmann per deliberare sui progetti per il dopoguerra.
Partito dalla cronaca (e già in quella veste polemista contro la degenerazione dello stile giornalistico ad opera dei cd. muckrakers), per trentadue anni (dal 1931 al 1963) analizzò i fatti internazionali nella rubrica Today and Tomorrow dell'Herald Tribune di New York. Vinse due premi Pulitzer (nel 1958 e nel 1962).
Anche in presenza dei personaggi più impegnati nella polemica politica (intervistò Chruščëv nel 1958 e nel 1961), mantenne sempre il distacco dell'osservatore, né conformò mai i propri giudizi a quelli dei giornali per cui scriveva. Quando nel 1931 passò dalle colonne del radicale New York World (che dirigeva dal 1921) a quelle del conservatore Herald Tribune, il direttore dovette assicurare i lettori che Lippmann "avrebbe scritto su ciò che gli pareva e come gli pareva".
Nel 1938 diede il nome all'omonimo colloquio. Senza conformarsi nemmeno ai giudizi da lui stesso già formulati, sostenne alternativamente presidenti repubblicani e democratici. Si occupò prevalentemente di politica estera: si batté per il Patto Atlantico, per rendere neutrale la Germania e contro la guerra del Vietnam. Ogni anno si recava nei punti nevralgici della politica mondiale per intervistare gli uomini da cui dipendevano le sorti del mondo.
Si deve inoltre a lui - in risposta ad una celebre polemica pubblica con George Kennan - il conio della formula "Guerra Fredda" e di “guerra non guerreggiata”, usata in una serie di articoli che criticavano le strategie di amministrazione estera di Truman, pubblicati anche nel volume La Guerra fredda: studio sulla politica estera statunitense.

## Il suo pensiero
Lippmann non si piegò mai al sensazionalismo ed ai gusti del grosso pubblico, ispirandosi ad un codice deontologico che è diventato il canone del giornalismo anglosassone.
Ha lasciato anche 25 saggi, tra i quali si ricordano La buona società del 1937 e Competere per coesistere del 1959; si tratta di veri e propri trattati di politologia, ispirati ad una filosofia neoliberale della vita pubblica e dell'economia.
La sua opera più importante - che è rimasta alla storia ed è stata fondamentale per tutti gli studi sulla sociologia della comunicazione - è stata L'opinione pubblica del 1922, nella quale Lippmann, prima di chiunque altro, affronta le tematiche sviluppate negli anni seguenti da Elisabeth Noelle-Neumann, la studiosa della spirale del silenzio.

### Le scienze sociali e il pregiudizio
Attingendo ad una profonda cultura filosofica e ad un grande interesse per le scienze sociali, Lippmann promosse lo studio della comunicazione: in tale ambito, intorno al 1920, individuò il termine stereotipo. Egli si propose di capire e di studiare l'influenza sullo stereotipo e i meccanismi che si instauravano per la formazione di tale fenomeno.
Lo stereotipo sociale è per Lippmann una visione distorta e semplificata della realtà sociale: lo stereotipo, aggiunge, è costituito dalle immagini mentali che ci costruiamo per semplificare la realtà e per renderla a noi comprensibile.

## Opere

### Opere originali di Walter Lippmann
- A Preface to Politics (1913)
- Drift and Mastery (1914)
- The Stakes of Diplomacy (1915)
- Liberty and the News (1920)
- Public Opinion (1922)
- The Phantom Public (1925)
- A Preface to Morals (1929)
- Interpretations, 1931-1932 (1933)
- The Method of Freedom (1934)
- Interpretations, 1933-1935 (1936)
- U.S. Foreign Policy (1937)
- The Good Society (1937-1947)
- The Cold War: A study in U.S. Foreign Policy (1947)
- U.S. War Aims (1944)
- The Public Philosophy (1955)

### Libri tradotti in italiano
- La giusta società, a cura di Giuseppe Cosmelli, Collana Saggi n.69, Torino, Einaudi, 1945.
- Gli scopi di guerra degli Stati Uniti, Collana Problemi contemporanei n.3, Torino, Einaudi, 1946.
- La politica estera degli Stati Uniti, traduzione di Lidia Croce, Collana Problemi contemporanei n.6, Torino, Einaudi, 1946.
- La filosofia pubblica (Declino e rinnovamento della società occidentale), Prefazione di Riccardo Musatti, Milano, Edizioni di Comunità, 1957.
- Competere per coesistere, Torino, Einaudi, 1959.
- L’opinione pubblica, traduzione di Cesare Mannucci, Collana Saggi di Cultura Contemporanea n.26, Milano, Edizioni di Comunità, 1963.  Donzelli, Roma, 2000.
- Il grande vuoto (La filosofia pubblica), Edizioni di Comunità, Roma (2019)